# Ludvig Gade
Ludvig Harald Gade (Copenaghen, 16 aprile 1823 – Copenaghen, 7 aprile 1897) è stato un ballerino, direttore artistico e coreografo danese.

## Biografia
Dopo gli studi all'Accademia del Balletto Reale Danese, nel 1844 fu scritturato dalla compagnia. Ballerino discreto ma non eccezionale, si fece apprezzare come mimo e in ruoli da caratterista, apparendo nelle prime assolute di balletti di diversi balletti di August Bournonville.
Dopo la morte di Bournoville nel 1879, Gade assunse la direzione della compagnia e la mantenne per dieci stagioni fino al 1890.